# Garelli 350 (1926)
Die Garelli 350 aus dem Jahr 1926 war ein Motorradmodell des italienischen Herstellers Garelli, das als Weiterentwicklung der Garelli 350 von 1922 eingeführt wurde. Sie war sowohl als Touren- wie auch als Rennmaschine erhältlich und zeichnete sich durch technische Neuerungen wie einen Doppelkolben-Zweitaktmotor mit vier Vergasern (Rennversion) und zwei Auslasskanälen (Rennversion) aus. Sie erhielt einen überarbeiteten Rahmen, eine neue Vorderradgabel und eine auf der rechten Seite montierte Auspuffanlage.

## Technik
Die Garelli 350 von 1926 hatte einen luftgekühlten Einzylinder-Zweitakt-Doppelkolbenmotor mit einem Hubraum von 348 cm³ (Bohrung: 52 mm, Hub: 82 mm). Der Motor leistete etwa 20 PS bei 4500/min und ermöglichte eine Höchstgeschwindigkeit von ca. 110 km/h.
Eine Besonderheit der Rennversion war die Ausstattung mit vier Vergasern – je zwei auf jeder Seite des Motors. Sie waren so gekoppelt, dass im normalen Betrieb nur zwei aktiv waren, während die anderen beiden erst bei weiterem Öffnen des Gasgriffs zugeschaltet wurden. Zudem hatte die Maschine zwei Auslasskanäle, was damals außergewöhnlich war. Die Höchstgeschwindigkeit lag bei ca. 140 km/h.
Das Getriebe hatte eine 3-Gang-Handschaltung, der Antrieb erfolgte über eine Kette. Der Rahmen war ein offener Stahlrohrrahmen; das Trockengewicht des Motorrads betrug etwa 100 kg.

## Varianten
Es gab zwei Hauptvarianten der Garelli 350 (1926):
- Tourenmaschine für den Alltagsgebrauch mit einem Vergaser
- Rennmaschine mit vier Vergasern und zwei Auslasskanälen

## Renneinsätze
Bei der Junior TT 1926 auf der Isle of Man trat Garelli mit einer speziell vorbereiteten Rennmaschine an. Sie hatte vier Vergaser und leistete etwa 22 PS bei 5000/min. Erminio Visioli pilotierte die Maschine; er schied nach einem Bruch des Gasgestänges aus dem Rennen aus.

## Technische Daten
| Merkmal             | Beschreibung                                                 |
| ------------------- | ------------------------------------------------------------ |
| Hersteller          | Garelli                                                      |
| Modell              | 350 (1926)                                                   |
| Produktionsjahr     | 1926                                                         |
| Motortyp            | Einzylinder-Zweitakt-Doppelkolbenmotor                       |
| Hubraum             | 348 cm³                                                      |
| Bohrung × Hub       | 52 mm × 82 mm                                                |
| Leistung            | ca. 20 PS bei 4500/min, ca. 22 PS bei 5000/min (Rennversion) |
| Kühlung             | Luftkühlung                                                  |
| Getriebe            | 3-Gang mit Handschaltung                                     |
| Antrieb             | Kette                                                        |
| Rahmen              | Offener Stahlrohrrahmen                                      |
| Vorderradaufhängung | Trapezgabel                                                  |
| Hinterradaufhängung | starr                                                        |
| Gewicht (trocken)   | ca. 100 kg                                                   |
| Kraftstoffsystem    | vier Vergaser, Spezialanfertigung von Zenith                 |